# Pelikanowe
Pelikanowe, pełnopłetwe, wiosłonogie (Pelecaniformes) – rząd ptaków z infragromady ptaków neognatycznych (Neognathae). 

## Zasięg występowania
Obejmuje gatunki prowadzące wodny tryb życia, zamieszkujące cały świat (choć niektóre rodziny zamieszkują tylko regiony cieplejsze do strefy podzwrotnikowej). 

## Charakterystyka
Pelikanowe to ptaki o długości ciała 25–188 cm i masie ciała 46,7–15000 g. Środowisko życia pelikanowych związane jest z wodą (jeziora, rzeki, bagna, przybrzeżne środowiska morskie); występują również na sawannach czy w lasach, ale zawsze w pobliżu terenów podmokłych. Pelikanowe prowadzą drapieżny tryb życia; w skład ich pożywienia wchodzą zarówno bezkręgowce, jak i kręgowce (ryby, płazy, gady czy małe ptaki i ssaki). Samice w okresie rozrodczym składają 1–7 jaj, pisklętami po wykluciu opiekują się oboje rodzice.

## Podział systematyczny
Do rzędu należą następujące podrzędy:
- Threskiornithes – ibisowce
- Ardeae – czaplowce
- Pelecani – pelikanowce